# プロゴイトリン
プロゴイトリン(英: Progoitrin)は、グルコシノレートに属する化学物質の１つで、2-hydroxy-3-butenyl glucosinolate のこと。アブラナ科などの一部の食品に含まれており、そのままでは非活性だが消化されるとゴイトリンに変換され、甲状腺ホルモンの生産を抑制する作用を持つようになる。
プロゴイトリンは、キャベツ、芽キャベツ、ケール、ピーナッツ、マスタード、ルタバガ、コールラビ、ほうれん草、カリフラワー、ホースラディッシュ、アブラナより分離されている。